# 新道寺
新道寺（しんどうじ）は福岡県北九州市小倉南区の地名。郵便番号は803-0186。JR石原町駅付近の本体地域と、行橋市などとの境にあり北九州国定公園平尾台に当たる地域が該当する飛び地がある。

## 概要
北九州市小倉南区の東谷地区の一部。東谷地区では最も人口の多い地域であり、南に隣接し東谷市民センター、市立東谷中学校が設置されている木下と合わせ東谷地区の中心地域となっている。新道寺の名は新道寺東公園の近くにある寺院「新道寺」に由来。
一時は平尾台の石灰石産業によりセメント城下町として栄えた。石原町駅から石灰石を運搬するための専用線が延びていた時期もあった。現在は周辺の炭鉱衰退とともに石灰石関連の事業は大幅に縮小されている。その後、平尾台地域の一部は学研都市として開発が行われ、2003年には町名としての「平尾台」が成立している。

## 歴史

### 沿革
- 1889年（明治22年）4月1日 - 町村制施行により、企救郡石原町村、新道寺村、母原村、井手浦村、木下村、市丸村、小森村、呼野村が合併し、東谷村が発足、旧新道寺村は、東谷村大字新道寺となる。
- 1948年（昭和23年）9月10日 - 東谷村が小倉市へ編入され東谷村は廃止。東谷村大字新道寺は小倉市大字新道寺となる。
- 1963年（昭和38年）2月10日 - 小倉市は合併により北九州市となる。小倉市大字新道寺は北九州市小倉区大字新道寺となる。
- 1974年（昭和49年）4月1日 - 小倉区分区により大字新道寺は小倉南区大字新道寺となる。
- 2003年（平成15年）2月 - 大字新道寺の一部（飛び地内）に住居表示を実施。平尾台一丁目- 三丁目として分立。

## 交通

### 鉄道
JR日田彦山線石原町駅が設置されており、東谷地区の中心駅として機能している。

### 道路
- 国道322号：旧道は新道寺の西側、バイパスは東側を通過する。南は香春町・田川市方面、北は小倉方面へ延びる。
- 福岡県道28号直方行橋線：国道322号（旧道）東谷医院付近の無名丁字路から西へ分岐し、道原方面へ延びている。路線名である直方市方面は未開通のため通行できない。また、同じく国道322号（旧道）の「平尾台入口西」交差点から東へ分岐し、飛び地である平尾台付近を抜けて行橋市方面へ向かっている。この区間はカルスト台地・鍾乳洞が散在する観光道路のような役割も持つ。
- 福岡県道220号石原町停車場線
- 福岡県道256号新道寺曽根線：国道322号（旧道）「石原町郵便局」交差点から北東へ分岐し、新道寺小学校付近を抜けて志井方面へ延びる。母原までは県道井手浦徳力線との重複。
- 福岡県道257号井手浦徳力線：県道新道寺曽根線の丸山バス停付近から南東方面へ分岐。井手浦方面へ向かう。

### 路線バス
JR石原町駅の南を通過する県道新道寺曽根線および県道井手浦徳力線上に「山ケ迫」「丸山」「新道寺小学校」「新道寺」の4バス停がある。
- 西鉄バス北九州
  - 志井線 ■□ 34：中谷 - 石原町 - 新道寺 - 志井 - 志徳団地北 - 北方 - 小倉駅バスセンター - 砂津
  - 東⾕〜徳⼒線 ■□ 1：中谷 - 石原町 - 新道寺 - 志井 - 志徳団地北 - 徳力公団前駅
- 平尾台観光タクシー
  - おでかけ交通平尾台線：中谷 - JR石原町駅 - 井手浦口 - 吹上峠 - 自然の郷・観光センター
    - 平尾台アクセスのための交通機関。定期運行便は水曜と土日休日のみ運行されるほか、あらかじめ希望の日時を伝えて利用できるオンデマンド便もある。[4]

## 主な施設
- JR日田彦山線 石原町駅
- 石原町郵便局
- 平尾台霊園
- 北九州市立新道寺小学校
- 学校法人九州自然学園北九州子どもの村小・中学校（旧新道寺小学校平尾分校）
- 三菱マテリアル東谷鉱山
- 住友大阪セメント小倉鉱山

## 観光
一部町名としての平尾台地域も含む。
- 平尾台（北九州国定公園）
- 千仏鍾乳洞
- 牡鹿鍾乳洞
- 光水鍾乳洞
- 目白鍾乳洞